# Szenes István
Szenes István (Budapest, 1946. augusztus 19. –) Ybl Miklós-díjas, valamint az Érdemes művész címmel 2014-ben kitüntetett magyar belsőépítész. A Magyar Művészeti Akadémia rendes tagja  Iparművészeti és Tervezőművészeti tagozatának tagja (2011), 2017-től a tagozat vezetője.

## Életpályája
Középfokú tanulmányait a budapesti József Attila Gimnáziumban végezte, itt érettségizett 1964-ben. 1963 és 1969 közt a Mafilm-nél dolgozott díszlettervező asszisztensi beosztásban, díszlettervezőnek és grafikusnak készült, végül az Iparművészeti Főiskola belsőépítészet szakán végzett felsőfokú tanulmányokat (1963-1969), a továbbiakban a belsőépítészet lett az ő hivatása. A KÖZTI, azaz Középülettervező Intézet, majd Vállalatnál működött két évtizeden keresztül (1973-1993) mint stúdióvezető, közben 1986-tól már oktatott a Budapesti Műszaki Egyetem Lakóépület Tervezési Tanszéken. 2003 óta a BME  Építészmérnöki Kar Tiszteleti Tanári cím tulajdonosa.
1995-ben a Szenes Design Studio Bt. alapítója lett, amely Bt. mind a mai napig eredményesen működik. Lakóházak, magánházak, üzletek, üzletházak, kórházak, rendelők, színházak, mozik, múzeumok, bankok, irodaházak, szállodák, éttermek enteriőrjét tervezte és tervezi. Nemcsak új épületek enteriőrjének tervezését vállalja, folyamatosan vállal és végez rekonstrukciós tervezői munkákat is. Munkáiért számos díjban, elismerésben részesült. 2004-ben a Magyar Belsőépítész Közhasznú Egyesület (Mabe) elnökévé választották, mely tisztséget 2017-ig töltötte be.

## Ars poeticája
„A harmonikus, bensőséget-otthonosságot sugárzó tereket kedvelem. Alkotásaimban kiegyensúlyozottságra törekszem, olyasmire, amelyben az emberek pozitív jeleket kapnak, felfedezik és érzik a környezet fontosságát és erejét. Egyszerűen jól érzik magukat a terekben. Díszlettervezőnek, grafikusnak készültem, de hivatásomat találtam meg az építészetben – belsőépítészetben.

Bár természetemnél fogva vonzanak a lágy, organikus, „vérbő" vonalak és formák, az elmúlt évtizedek során kapott feladatok racionálissá, visszafogottabbá tettek. Fegyelmezettebb, tudatosabb lettem és ez az alkotásaimra is kisugárzik.

Fontos, hogy az ember tudja magát kívülről szemlélni, kritizálni és megrendszabályozni. Megtanultam, hogy úgy kell figyelembe venni a megbízók igényét, hogy az elképzelések megvalósítása mellett kifejeződjön a szakmai tudás és tervezői egyéniség.

Azok közé a tervezők közé tartozom, akik az alapoktól kezdve, az építésszel együtt találom ki az épületet, ezért számomra nem elválasztható az exteriőr az enteriőrtől. Az épület kívül-belül egy gondolatot kell, hogy sugározzon.

Harminc év szakmai múlt után elmondhatom, hogy számomra a belsőépítészet nemcsak hivatás, de hobbi is, betölti az életemet.”

## Bútorterveiből
- 1987 • MEDIFLEX
- 1991 • MÁTRAMED, egészségügyi bútorcsaládok; GARZON-BÚTOR, lakásbútorok.

## Belsőépítészeti munkáiból
- 1974 • Ifjúsági Ház, Budapest

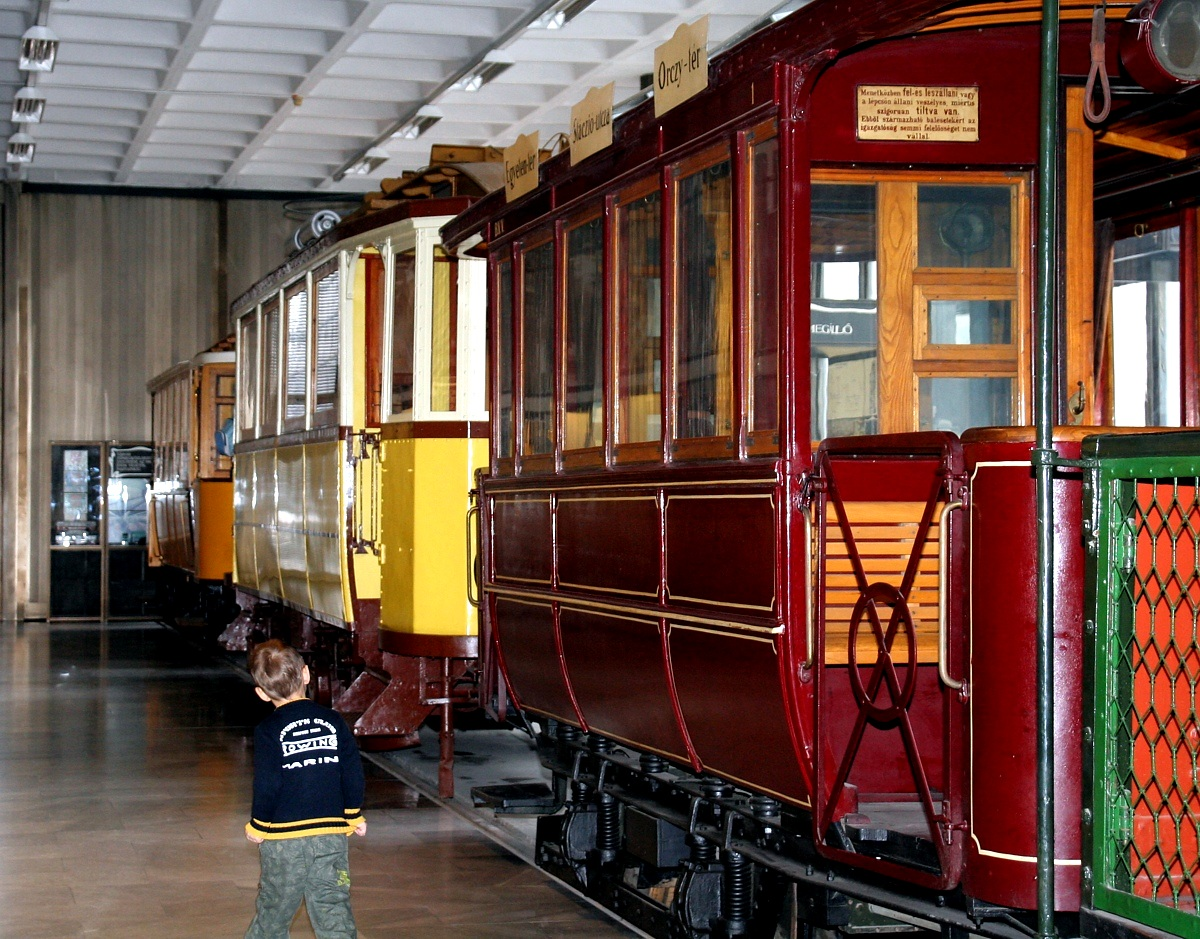
Közlekedési Múzeum Kiállítási csarnok, részlet (2008)

- 1975 • Kandó Kálmán Kollégium, Budapest • Belvárosi Ifjúsági Ház, Budapest
- 1976 • Kandó Kálmán Műszaki Főiskola, Budapest • Hilton Szálló, Budapest, különtermek, tetőbár
- 1977 • Filmmúzeum rekonstrukció, Budapest • Állami Gyógyfürdő Kórház rekonstrukció, Parád
- 1979 • Szabadidő Központ, Budapest, Újpest
- 1980 • BM Tiszti-klub rekonstrukció, Budapest
- 1983 • Veres Pálné Gimnázium rekonstrukció, Budapest
- 1988 • Közlekedési Múzeum rekonstrukció, Budapest • Petőfi Színház rekonstrukció, Veszprém
- 1989 • Semmelweis Orvostudományi Egyetem Urológiai Klinika, és Pszichiátriai és Neurológiai Klinika rekonstrukció, Budapest
- 1990 • Semmelweis Orvostudományi Egyetem 410 ágyas klinikai tömb, Budapest • Kodály Emlékmúzeum és Archívum, Budapest
- 1990-93 • MINERALIMPEX Székház rekonstrukció, Budapest
- 1993 • Uránia mozi rekonstrukció, Budapest
- 1993-99 • Közlekedési Múzeum rekonstrukció, új kiállítási terület, átjáróépület, Budapest
- 1994 • Magyar Főkonzulátus, Krakkó
- 1994 • Pannoncentrum Áruház, Székesfehérvár
- 1995-96 • Postabank üdülő, Balatonfüred
- 1998-99 • MATÁV központi irodaház, Budapest
- 1999 • SCA Hygiene Irodaház, Budapest
- 1999-2000 • Hotel Európa Fit, Hévíz
- 2000 • Móricz Zsigmond Színház, Nyíregyháza
- 2002 • Novotel Centrum Budapest Palace
- 2003 • Uránia Nemzeti Filmszínház, Budapest
- 2004 • Holocaust Dokumentációs Központ és Emlékhely, Budapest
- 2006 • Novotel Budapest Danube
- 2009 • Alléé üzletközpont Passage Bútorozás, Food Court
- 2011 • Olajterv székház, Budapest

## Kiállításaiból
- 1981 • Képcsarnok, Szeged
- 2008 • A belsőépítészet tükre,[3] Nemzeti Táncszínház Kerengő Galériája, Budapest
- 2009 • Szenes Design Stúdió 10 éve, Építészek Háza, Budapest

## Díjak, elismerések
- 1973 • U.I.A. (United International Architect) Pályázat, elismerő oklevél
- 1973-1993 •12 alkalommal „Pro Architectura" nívódíj (az „Év legjobb épülete" díj)
- 1975 • Állami Ifjúsági Nívódíj (Belváros Ifjúsági Ház, Budapest)
- 1989 • Ybl Miklós-díj (Petőfi Színház rekonstrukciója, Veszprém)
- 1999 • Év Belsőépítésze Díj (MATÁV Székház, Budapest)
- 2003 • Budapest, Építészeti Nívódíj – Uránia Nemzeti Filmszínház
- 2004 • Budapest, Építészeti Nívódíj – Holocaust Dokumentációs Központ és Emlékhely
- 2005 • Pro Architectura díj – Holocaust Dokumentációs Központ és Emlékhely
- 2014 • Érdemes művész

Az Uránia Nemzeti Filmszínház felújítása 2005-ben Europa Nostra-díjat kapott.